# تريثيان
تريثيان هو مركب عضوي حلقي غير متجانس مشبع له الصيغة الكيميائية C3H6S3.
يتألف المركب بنيوياً من حلقة سداسية حاوية على ثلاث ذرات كبريت؛ ويطلق على مشتقاته اسم تريثيانات. يوجد هناك ثلاثة متصاوغات من المركب، وهي 3,2,1-تريثيان، و 4,2,1-تريثيان، وهما مركبان افتراضيان بسبب عدم الاستقرار؛ بالإضافة إلى وجود المتصاوغ الثالث 5,3,1-تريثيان وهو مركب مستقر وهو الأشهر.
يعد 5,3,1-تريثيان ثلاثي الوحدات من مركب ثيوفورمالدهيد.

## التحضير
يحضر مركب 5,3,1-تريثيان من تفاعل فورمالدهيد مع كبريتيد الهيدروجين في وسط من حمض الهيدروكلوريك.
{\displaystyle \mathrm {3\ CH_{2}=O+3\ H_{2}S\longrightarrow C_{3}H_{6}S_{3}} }

## الخواص
يوجد 5,3,1-تريثيان في الشروط القياسية على شكل مادة صلبة بلورية عديمة اللون إلى بيج؛ وهي صعبة الانحلال في أغلب المذيبات.

## الاستخدامات
في مجال الاصطناع العضوي يفاعل 5,3,1-تريثيان مع مركبات الليثيوم العضوية للحصول على مشتقات الليثيوم العضوية الكبريتية، والتي يمكن أن تخضع لتفاعلات لاحقة.
كما يستخدم المركب في تحضير مركبات الكبريت العضوية الأخرى، مثل مركبات هاليد السلفونيل:
{\displaystyle \mathrm {(CH_{2}S)_{3}+9\ Cl_{2}+6\ H_{2}O\longrightarrow 3\ ClCH_{2}SO_{2}Cl+12\ HCl} }

## اقرأ أيضاً
- ثيان
- ثييران
- ثييتان
- ثييت
- ثيوفين
- رباعي هيدرو الثيوفين
- تريوكسان